# کملبک شرقی (فینیکس)
کملبک شرقی (به انگلیسی: Camelback East) یک منطقهٔ مسکونی در ایالات متحده آمریکا است که در فینیکس، آریزونا واقع شده‌است. این شهر در مجاورت این شهر و حومه آن قرار دارد. دو هسته اصلی این روستا وجود دارد. خیابان اصلی و خیابان فرعی و دیگری خیابان فرعی و خیابان ون خیابان ون است.